# The Flick
The Flick è un'opera teatrale di Annie Baker, debuttata a New York nel 2013 e vincitrice del prestigioso Premio Pulitzer per la drammaturgia nel 2014.

## Trama
Worcester, Massachusetts. Il giovane Avery viene assunto come maschera in un cinema e conosce i suoi due nuovi colleghi, l'eccentrico Sam e la solitaria Rose (che cura anche le proiezioni del film). La trama è minima e il dramma segue le relazioni tra i personaggi principali, che lo spettatore finisce per conoscere profondamente entro la fine dell'opera. Quando il cinema smette di proiettare pellicole per dedicarsi solo al digitale, Avery scrive una lettera di protesta e viene licenziato e sostituito.

## Produzioni
The Flick debuttò al Playwrights Horizons di New York il 12 marzo 2013, dopo le anteprime cominciate il 15 febbraio. Sam Gold curava la regia e dirigeva il cast di quattro attori composto da Alex Hanna (Skylar/L'uomo addormentato), Louisa Krause (Rose), Matthew Maher (Sam) ed Aaron Clifton Moten (Avery). L'allestimento rimase in cartellone fino al 7 aprile 2013 e l'anno successivo vinse il Premio Pulitzer per la drammaturgia. Dopo il successo ottenuto con il premio, la pièce fu riproposta al Barrow Street Theatre di New York dal 5 maggio 2015 al 10 gennaio 2016. Nello stesso anno il dramma andò in scena a Chicago e Shirlington.
Sam Gold tornò a dirigere la prima europea di The Flick, in scena al Royal National Theatre di Londra dal 13 aprile al 15 giugno 2016. Louisa Krause e Matthew Maher tornarono ad interpretare i ruoli già ricoperti a New York, mentre  Jaygann Ayeh e Sam Heron si unirono al cast. L'opera fu candidata al Laurence Olivier Award per la migliore opera teatrale. La prima italiana di The Flick è andata in scena al Teatro del Buratto di Milano dal 9 al 19 marzo 2017, con la regia di Silvio Peroni.